# Rapt de Perséphone

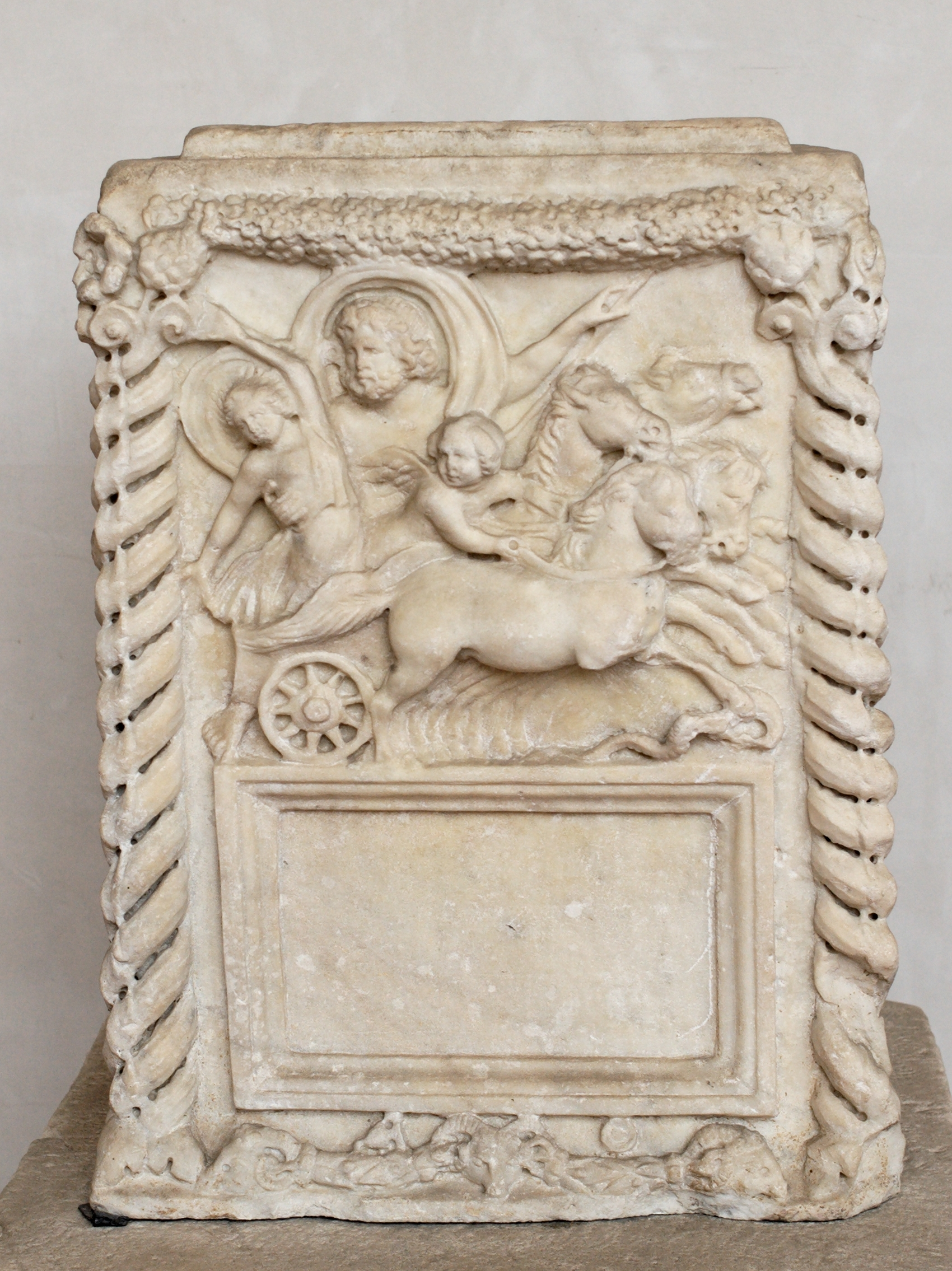
Rapt de Proserpine (Autel funéraire romain, II)

Le rapt de Perséphone, dans la mythologie grecque, ou rapt de Proserpine dans la mythologie romaine, est le récit de l'enlèvement de Coré par le dieu Hadès, de sa recherche désespérée par sa mère Déméter et de la solution adoptée, selon laquelle Coré, désormais Perséphone, reine des Morts, ne reste dans le monde souterrain qu'une partie de l'année.
Cet épisode mythologique est généralement interprété comme un mythe étiologique expliquant le changement des saisons. 

## Mythe
Différents ouvrages évoquent l'enlèvement de Perséphone, mais le récit de celui-ci diffère suivant les ouvrages. Le plus ancien d'entre eux est le second hymne homérique à avoir été adressé à Déméter, et le douzième du recueil rassemblant tous les hymnes. Il est relativement complet. Ensuite, celui qui a eu le plus de répercussions dans l'art de l'époque moderne est la version du poète latin Ovide.

### Hymne homérique

#### Préliminaires

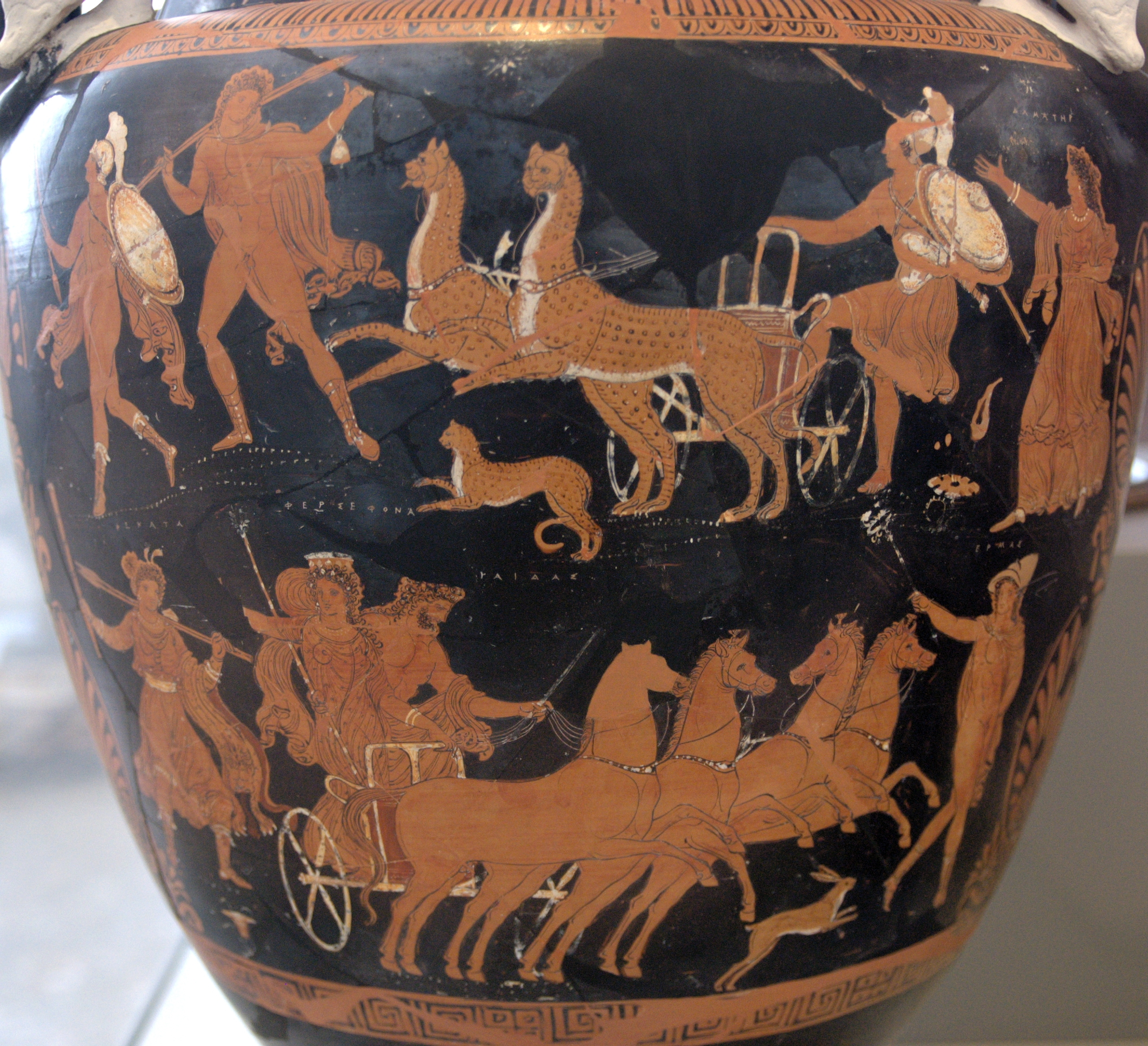
Rapt de Perséphone. En bas, Hadès et Perséphone sur le quadrige, à leur droite Hermès. (Vase apulien, Antikensammlung Berlin)

Hadès, dieu des Enfers et frère de Zeus, tombe amoureux de Coré. Il demande alors à son frère la permission de l'épouser. N'ignorant pas que Coré n'irait pas de son plein gré dans ce monde obscur, celui-ci ne se prononce pas ; Hadès interprètera ce silence tacite comme un consentement.

#### Enlèvement
C'est à ce moment que l'hymne homérique commence, décrivant une idylle interrompue brusquement :

« Je commence par chanter Déméter aux beaux cheveux, vénérable Déesse, elle et sa fille aux belles chevilles qu'Aidôneus, du consentement du retentissant Zeus au large regard, enleva loin de Déméter à la faucille d'or et aux beaux fruits, comme elle jouait avec les filles aux seins profonds d'Okéanos, cueillant des fleurs, des roses, du safran et de belles violettes, dans une molle prairie, des glaïeuls et des hyacinthes, et un narcisse que Gaia avait produit pour tromper la Vierge à la peau rosée, par la volonté de Zeus, et afin de plaire à Aidôneus l'insatiable. Et ce narcisse était beau à voir, et tous ceux qui le virent l'admirèrent, Dieux immortels et hommes mortels. Et de sa racine sortaient cent têtes, et tout le large Ouranos supérieur, et toute la terre et l'abîme salé de la mer riaient de l'odeur embaumée.
Et la Vierge, surprise, étendit les deux mains en même temps pour saisir ce beau jouet ; mais voici que la vaste terre s'ouvrit dans les plaines de Nysios, et le Roi insatiable, illustre fils de Cronos, s'en élança, porté par ses chevaux immortels. Et il l'enleva de force et la porta pleurante sur son char d'or. »

— Homère, Hymnes homériques no 12, à Déméter

#### Déméter à Éleusis

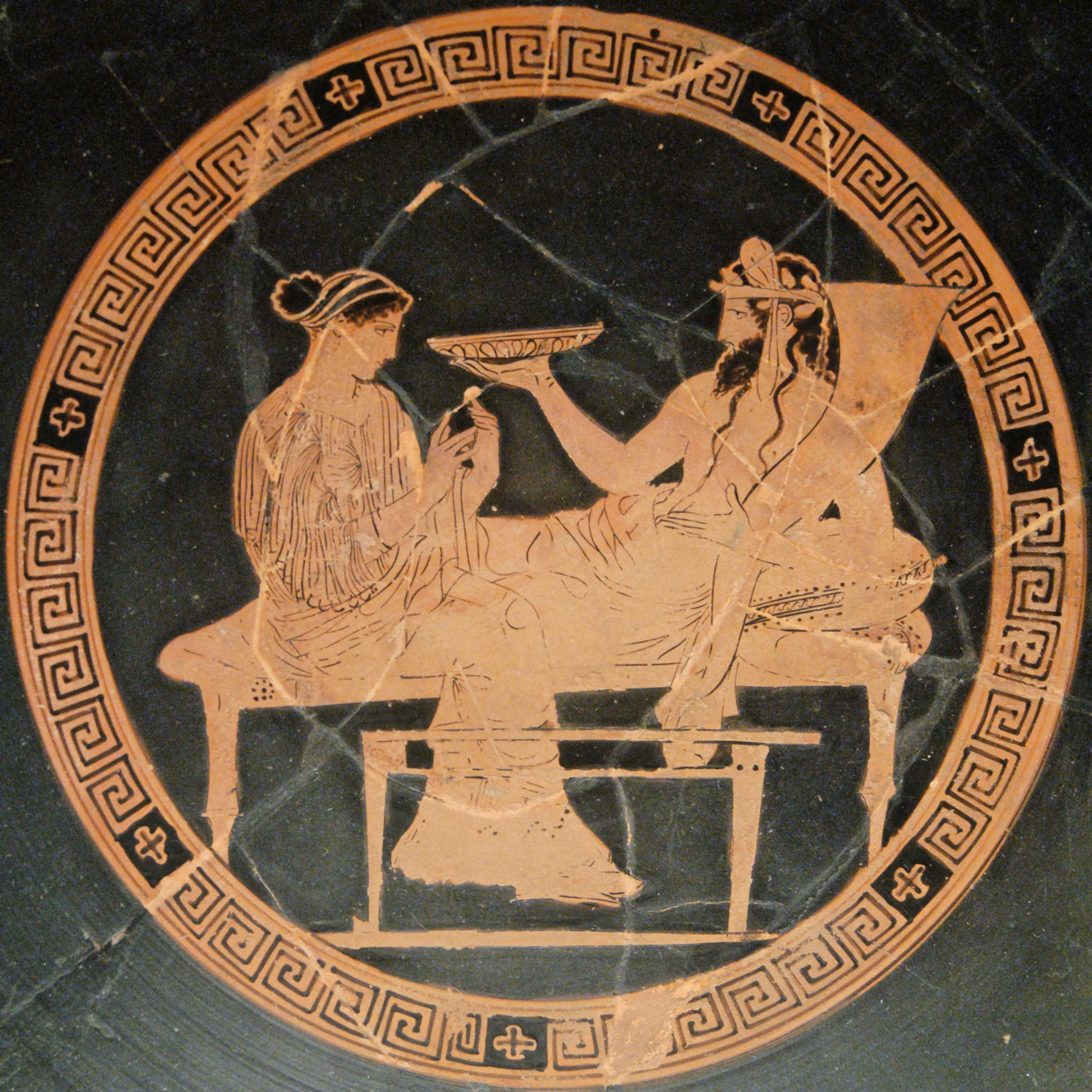
Perséphone chez Hadès, médaillon d'un kylix attique, vers 440-430 av. J.-C., British Museum.

Déméter, qui est la mère de Perséphone, était cependant épouvantée par le rapt et restait bien loin de s'apaiser. Ne voulant plus rien avoir à faire avec les dieux, elle quitta l'Olympe, prit l'apparence d'une vieille femme et marcha ainsi parmi les hommes qui ne la reconnaissaient pas. Elle arriva ainsi à une fontaine dans la ville d'Éleusis, où elle se coucha sous un olivier. Alors Callidice, Cleisidice, Démo et Callithoé, filles de Céléos, roi d'Eleusis, arrivèrent à la fontaine. Elles demandèrent à la déesse déguisée d'où elle venait et pourquoi elle se trouvait si loin de sa patrie. Elle répondit que son nom était Doso, qu'elle venait de Crète et qu'elle avait été enlevée par des pirates, auxquels elle avait réussi à échapper.
Sur quoi, les filles de Céléos invitèrent Déméter dans la maison de leur père, et leur mère Métanère l'accueillit chaleureusement. La déesse était malgré tout silencieuse et pleine de tristesse, ne voulait rien manger, rien boire, jusqu'à ce que la servante Iambe la fasse rire par des plaisanteries obscènes. Elle repoussa le vin qu'on lui offrait, demandant à la place du cycéon.
Elle accepta ensuite la charge de nourrice de Démophon, le plus jeune fils de Céléos et de Métaneire. Elle le nourrit d'ambroisie, ce qui le fit grandir très rapidement et s'approcher, par son apparence, des dieux autant que des hommes. Déméter décida de le rendre immortel. Elle était sur le point d'accomplir le rituel en le passant dans les flammes quand elle fut surprise par Métaneire, qui poussa un grand cri, croyant qu'une vieille folle tentait de brûler son fils.
Cela irrita beaucoup la déesse ; elle tira le garçon du feu, grâce auquel il aurait pu échapper à la mort. Elle se montra ensuite sous sa vraie apparence et exigea qu'on lui érige un temple à Éleusis, ce qui fut fait. Quand Déméter fonda finalement les mystères d'Éleusis, Céléos devint le premier grand prêtre.

#### Retour de Coré

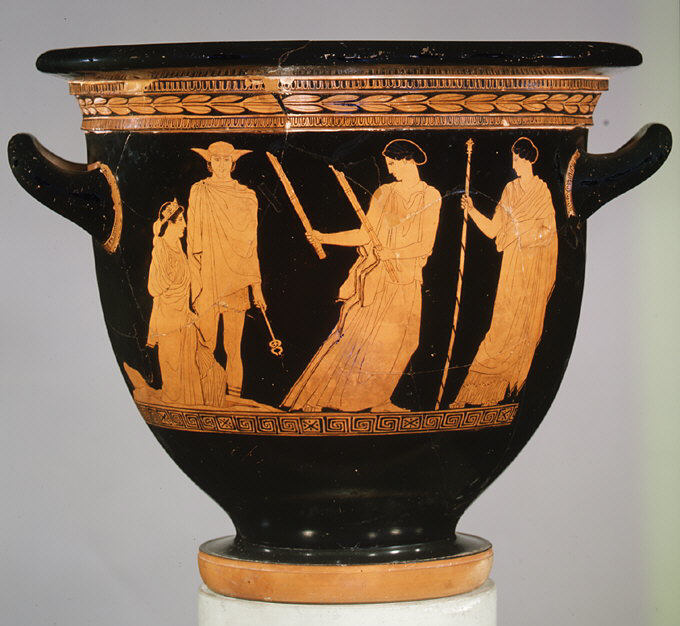
Ascension de Perséphone des enfers. Elle est guidée par Hermès, le messager divin, et Hécate, une déesse de la fertilité. À l'extrême droite se tient Déméter, attendant sa fille, Cratère cloche attique en terracotta, vers 440

Mais avant cela, elle laissa libre cours à sa colère et à son désespoir : elle ordonna aux plantes de ne plus pousser, et rapidement tout le pays fut rongé par ce mal, si bien que la menace apparut que tous les hommes finissent par mourir de faim et que les dieux restassent seuls dans l'Olympe, sans les fumées des sacrifices dont ils se délectaient jusques alors. C'est pourquoi Zeus envoie Hermès à Hadès, lui demandant au nom de tous les dieux de libérer Coré.
Hadès semble se plier à contrecœur à la volonté de Zeus, mais il impose à Perséphone, avant qu'elle ne suive Hermès, d'avaler des pépins de grenade. Quand elle est de retour auprès de sa mère, celle-ci lui demande si elle a mangé quoi que ce soit dans les Enfers ; Coré raconte ce qui lui est arrivé. Or personne, qui a goûté aux mets des morts, ne peut rester longtemps dans le monde des vivants. Ainsi Perséphone doit vivre quatre mois avec Hadès aux Enfers ; elle peut passer les huit autres mois auprès de sa mère.
Déméter s'accommode finalement de ce compromis et accepte de développer à nouveau la fertilité terrestre. Elle descend sur Terre où elle fait pousser dans la plaine de Rharos à Éleusis la première pousse de céréale et fonde les mystères d'Éleusis. Les six mois dans le monde souterrain représentent la période stérile de la Terre : Déméter est triste, donc aucune plante ne pousse ; mais quand sa fille est avec elle, tout fleurit et prospère.

### Métamorphosesd'Ovide

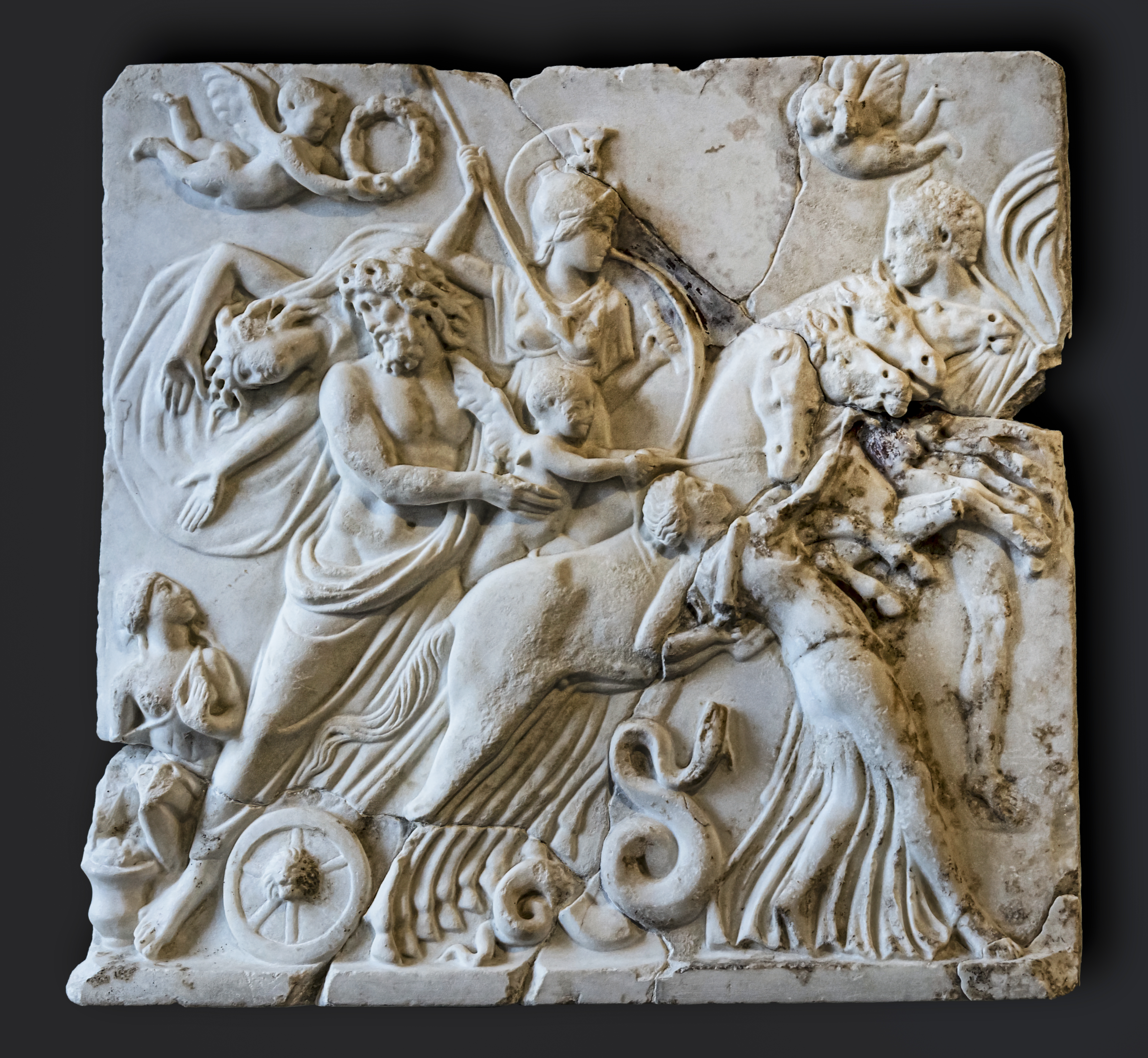
L'Enlèvement de Perséphone - villa romaine de Chiragan, musée Saint-Raymond, Toulouse

La première fois qu'Ovide traite du rapt de Proserpine, c'est dans son œuvre la plus connue, les Métamorphoses,.

#### Enlèvement
Les Métamorphoses commencent avec une description presque bizarre : après la Gigantomachie, le géant Typhée est enterré sous la Sicile, où il se démène avec agitation contre ses liens et provoque des tremblements de terre. Pluton s'inquiète pour son territoire et redoute surtout que des éboulements laissent entrer le soleil dans le royaume des ombres. L'inquiétude d'Hadès est aussi présente chez Hésiode, qui raconte comment Hadès tremble dans les Enfers alors que son frère Zeus combat courageusement Typhée et le soumet finalement. Pour se rassurer, Pluton monte à bord de son char tiré par quatre chevaux noirs pour inspecter les fondements de la Sicile. 

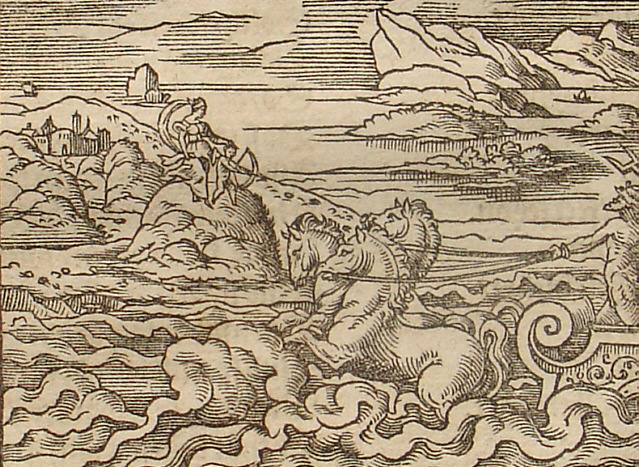
Vénus et Amour voient Pluton dans son char (Virgil Solis, 1581).

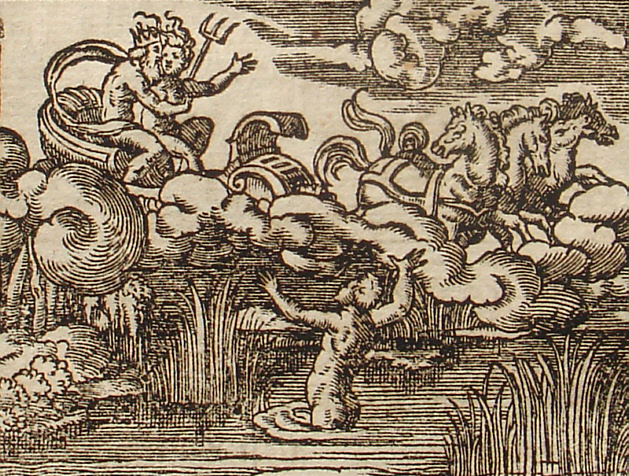
Pluton retourne aux Enfers malgré Cyané (Virgil Solis, 1581).

Lors de ce voyage, Vénus remarque le dieu des Enfers. Elle se dit que, puisqu'aucune partie du monde ne doit être épargnée par les flèches de son fils Cupidon, le monde souterrain devrait aussi succomber à l'amour. Par ailleurs, elle a à l'œil Proserpine, qui est restée vierge jusque-là, et risquerait de le rester toujours comme Diane ou Minerve. C'est pourquoi elle ordonne à son fils de tirer un trait contre Pluton immédiatement.
Chez Ovide, l'enlèvement prend place au lac Pergusa, aux environs d'Enna en Sicile, comme le montre ce passage.

« Non loin des murailles de Henna, s'étend un lac très profond,
nommé Pergus : dans les eaux en cascade du Caÿstre,
les chants des cygnes ne résonnent pas plus nombreux.
Une forêt l'entoure entièrement, en couronne les eaux,
et ses frondaisons, telles un voile, en éloignent les feux de Phébus.
Les branches fournissent la fraîcheur, la terre humide des fleurs pourprées ;
c'est le printemps perpétuel. »

— Ovide, Métamorphoses
C'est là que Pluton, touché par la flèche, aperçoit Proserpine, qui joue avec ses amies en cueillant des fleurs. Il s'enflamme d'amour, l'enlève et s'enfuit à toute allure — Ovide parle de « prosperatus amor », c'est-à-dire d'« amour empressé » — à travers les étangs des Paliques, bouillonnants d'un brouillard sulfureux.
La nymphe Cyané a le courage de barrer la route à Pluton, mais celui-ci laisse la terre l'engloutir et il s'enfonce dans les Enfers avec son char et celle qu'il a enlevée. Cyané est si inconsolable qu'elle fond littéralement en larmes pour devenir la source Cyané.

#### La quête de Cérès

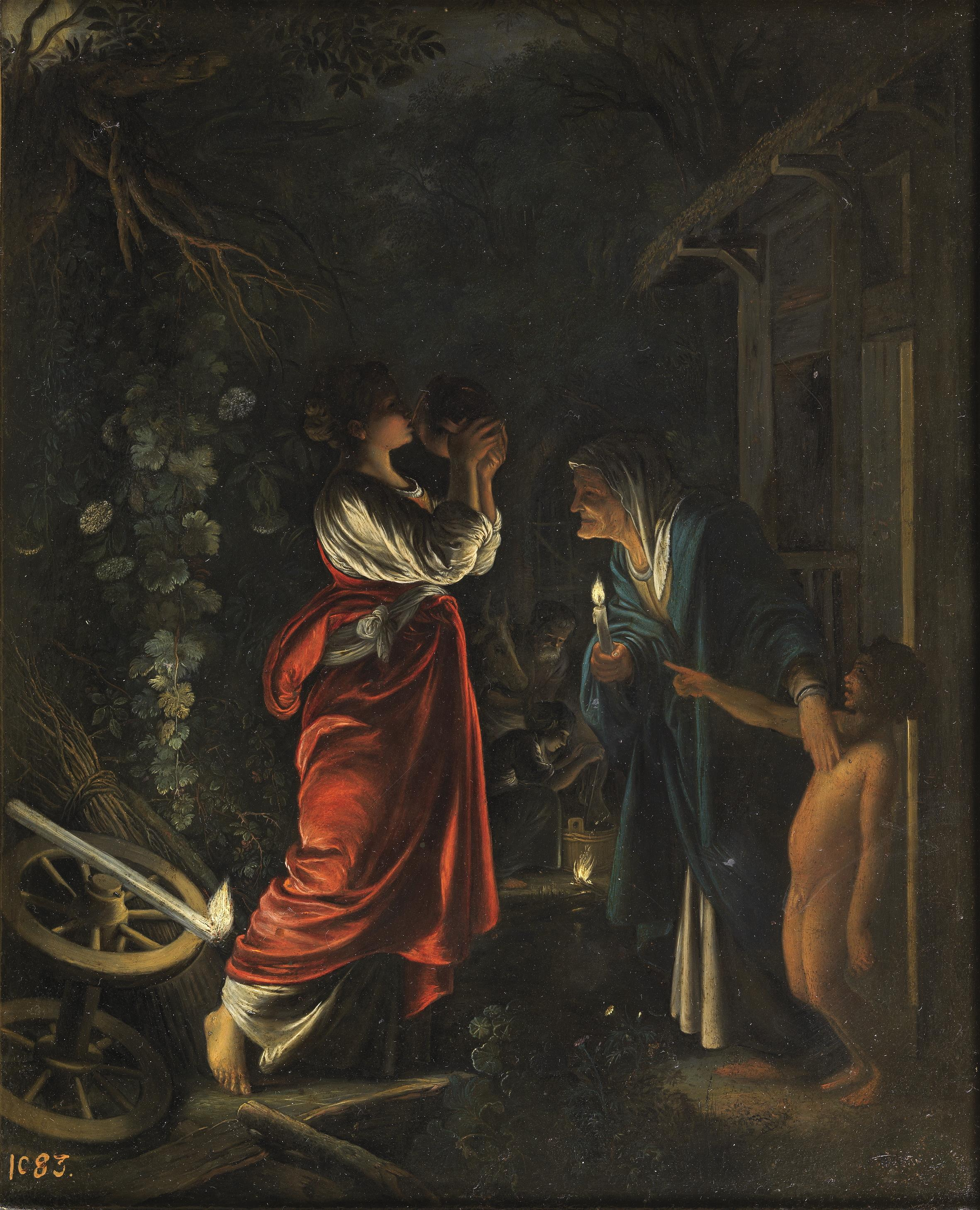
Cérès moquée par Ascalabe (tableau d'Adam Elsheimer, 1562).

Comme chez Homère, Cérès entreprend de chercher sa fille, et elle porte des torches dans sa quête nocturne — ce sont cette fois des troncs d'épicéa qu'elle enflamme au mont Etna. Quand, assoiffée par sa recherche sans répit, elle est amicalement accueillie par Mismé, une vieille femme, qui lui donne une coupe de cycéon qu'elle boit d'un trait, elle est raillée par Ascalabe, qui se moque de sa manière goulue de boire. La déesse, pour le punir, lui jette à la figure le reste du breuvage. Il se transforme alors en lézard, mais conserve sur sa peau les traces des gouttes : c'est un jecko.
Quand Cérès a parcouru toute la Terre à la recherche de sa fille, elle revient en Sicile, à la source de Cyané. Celle-ci pourrait lui raconter ce qui était arrivé à Proserpine, mais ce lui est impossible dans son état métamorphosé. Elle laisse alors affleurer à la surface de l'eau la ceinture que Proserpine a perdue. Quand Cérès voit l'objet, elle comprend ce qui est arrivé. La ceinture est en général, dans la mythologie romaine, un symbole de la virginité. Dans les mariages romains, la ceinture était attachée avec un nœud particulier, le nodus herculaneus, que le fiancé devait défaire lors de la nuit de noces avant de s'unir à son épouse.
Cérès est désormais désespérée. Elle maudit les environs et le monde entier, prive la Terre de la fertilité, gâte les semences, tue ensemble les bêtes et les bergers. À la vue de cette volonté destructrice et sans entraves, la nymphe Aréthuse, qui par ses nombreuses relations dans les Enfers connaissait le séjour de Proserpine, sort de sa source. Elle demande à Cérès d'épargner la terre innocente, et lui apprend que sa fille est désormais reine des morts. Cérès, désormais indignée en plus d'être désespérée, va voir Jupiter et exige de lui le retour de sa fille. Il accepte, à condition que Proserpine n'ait consommé aucun mets dans le royaume des morts.

#### Le retour de Proserpine

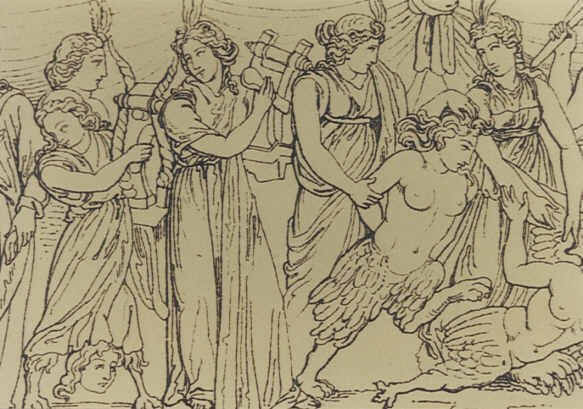
Métamorphose des compagnes en sirènes (1885).

Cérès part récupérer sa fille ; mais Proserpine qui avait remarqué dans un jardin du monde souterrain un grenadier en porte à sa bouche six grains. Personne ne l'avait vue, à l'exception d'Ascalaphe, une créature infernale, qu'elle transforma pour le punir en chouette, l'aspergeant de l'eau du Phlégéthon.
Mais les compagnes de Proserpine sont également transformées : après qu'elles ont parcouru tous les pays du monde dans une recherche avide, elles veulent porter leur chant nostalgique au-delà des mers et sont à cette fin transformées par les dieux en sirènes, que seule la tête humaine distingue des oiseaux marins.
Finalement il est décidé que Proserpine doit rester six mois aux Enfers, et six mois auprès de sa mère. Cela suit dans le récit d'Ovide la métamorphose d'Aréthuse et précède l'histoire de Triptolème, qui y est liée par le contexte des mystères d'Eleusis.

Illustrations des Métamorphoses d'Ovide par Johann Ulrich Kraus, 1690.
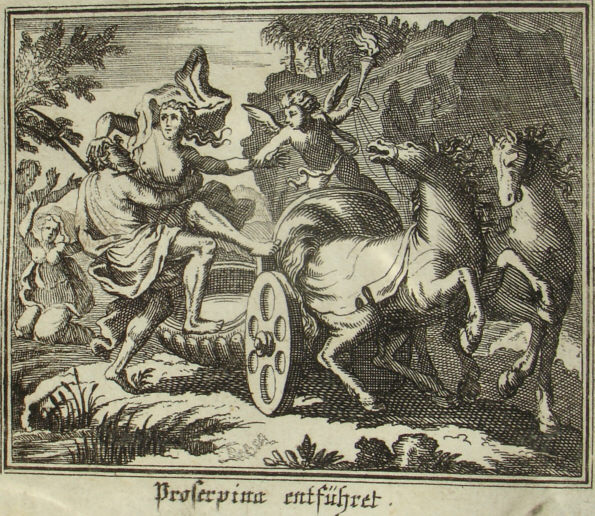
Pluton enlève Proserpine sur son char.
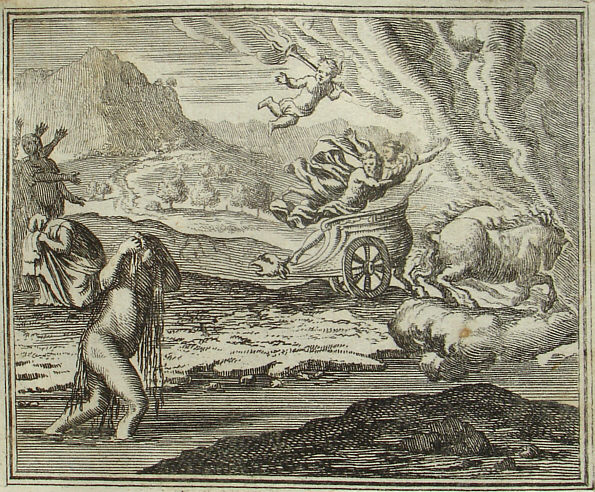
Cyané fond en larmes.
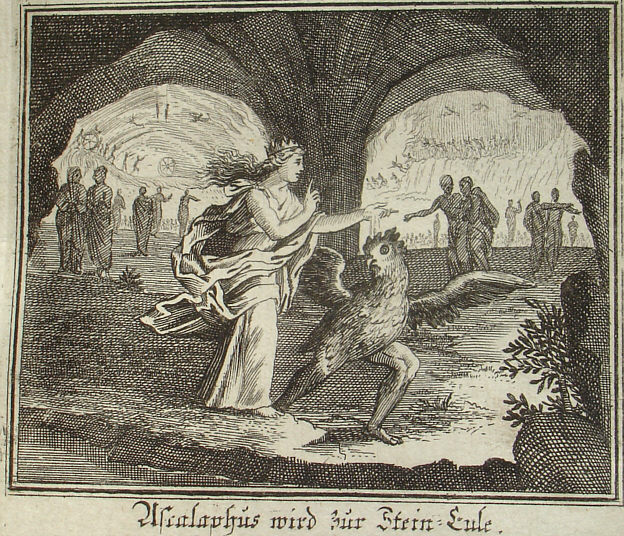
Ascalaphe est transformé en hibou.
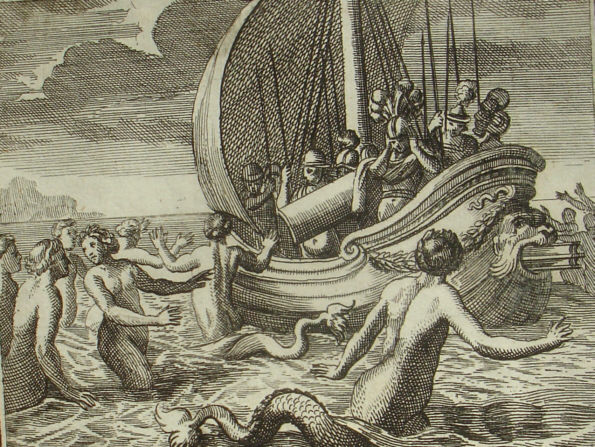
Les compagnes de Proserpine sont changées en sirènes.
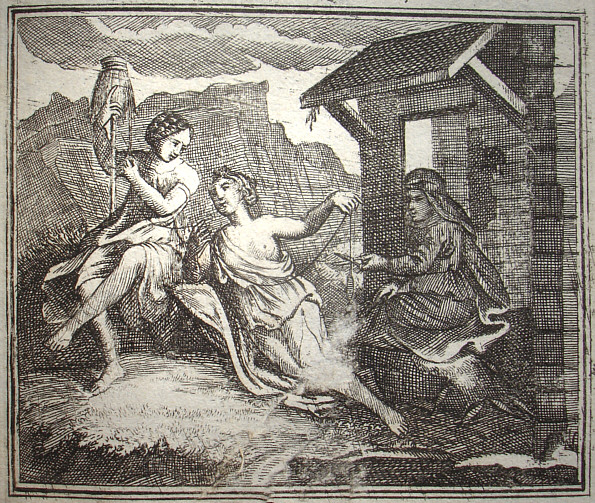
Retour de Proserpine.

### Fastesd'Ovide

#### Cérès en Sicile
Ovide traite le rapt de Proserpine une nouvelle fois dans les Fastes, un calendrier versifié des jours de fêtes romains, parmi lesquels, à la date du 12 avril, le début des Ludi Cereris, les jeux en l'honneur de Cérès. L'écrivain bride ici sa fantaisie poétique, son récit est plus conventionnel.
Aréthuse a invité les matrones en Sicile pour la fête sacrée et aussi Cérès vient, suivie de Proserpine, qui se divertit sur une prairie en cueillant des fleurs. Là, son oncle Pluton la voit et l'enlève. Quand ses compagnes remarquent que Proserpine a disparu, elles poussent une grande plainte. Cérès l'entend et se met tout de suite à la recherche de sa fille, suit ses traces, mais les perd. Ovide énumère les points où elle passe dans sa quête,.
| n° | Toponyme                                                 | Nom actuel          | Emplacement                                                                             | Commentaires                                              |
| -- | -------------------------------------------------------- | ------------------- | --------------------------------------------------------------------------------------- | --------------------------------------------------------- |
| 1  | Leontini                                                 | Lentini             | À 50 km sur la côte au nord de Syracuse                                                 | Selon la légende, patrie des Lestrygons mangeurs d'hommes |
| 2  | Aménanus                                                 | Amenas              | Petit fleuve qui coulait jadis de Léontini à Catania                                    |                                                           |
| 3  | Akis                                                     |                     | Fleuve qui se jette à côté d'Acireale                                                   |                                                           |
| 4  | Ciané                                                    |                     | Source à 7 km environ au sud du centre-ville de Syracuse                                |                                                           |
| 5  | Anapus                                                   |                     | Source qui naît sur le mont Lauro dans le Palazzolo Acreide et se jette dans Ciané      |                                                           |
| 6  | Gelas                                                    |                     | Fleuve qui rejoint la côte sud à Gela                                                   |                                                           |
| 7  | Ortygie                                                  |                     | Petite île devant Syracuse                                                              |                                                           |
| 8  | Megara Hyblaea                                           |                     | Ville antique à 10 km au sud d'Augusta en Sicile                                        |                                                           |
| 9  | Pantagias                                                |                     | Fleuve qui débouche dans la baie de Megara Hyblaea                                      |                                                           |
| 10 | L'embouchure du Symaethus                                | Simeto              | Fleuve dans Hybla Major                                                                 |                                                           |
| 11 | Antre des Cyclopes                                       |                     |                                                                                         | Désigne l'Etna,                                           |
| 12 | « cet endroit qui porte le nom d'une faucille incurvée » | Trapani ou Drepanum | Villes                                                                                  | Allusion à un nom grec                                    |
| 13 | Himeira                                                  |                     | Ville antique entre Panormus (aujourd'hui Palerme) et Cephaloedium (aujourd'hui Cefalù) |                                                           |
| 14 | Dydime                                                   | Salina              | Île liparique                                                                           |                                                           |
| 15 | Acragas                                                  |                     | Ville antique au sud de l'actuel Agrigente                                              |                                                           |
| 16 | Tauromenium                                              | Taormina            |                                                                                         |                                                           |
| 17 | Mylae                                                    | Milazzo             |                                                                                         |                                                           |
| 18 | Camerina                                                 |                     | Sur la côte sud, à 16 km au sud-ouest de Vittoria                                       |                                                           |
| 19 | Thapsus                                                  |                     | Sur la presqu'île de Magnisi dans Priolo Gargallo, à 18 km au nord est de Syracuse      |                                                           |
| 20 | Les gorges de l'Hellorus                                 | Tellaro             |                                                                                         |                                                           |
| 21 | L'Eryx                                                   |                     | Montagne proche du cap nord-ouest sicilien                                              |                                                           |
| 22 | Pélorie                                                  | Punta del Faro      | Cap au nord-est de la Sicile                                                            | C'est la résidence des sirènes selon Strabon              |
| 23 | Lilybaeum                                                | Marsala             | Cap au nord-ouest                                                                       |                                                           |
| 24 | Pachynum                                                 | Capo Passero        | Cap à la pointe sud de la Sicile                                                        |                                                           |

Comme le montre la carte, le parcours de la déesse est pour le moins biscornu, ce qui montre son désespoir qui confine à la folie. Finalement, Cérès revient à l'Etna et allume dans la bouche de Typhon « c'est-à-dire le cratère du volcan » deux sapins en guise de torches. Cela permet à Ovide d'expliquer l'offrande de torches à Cérès dans les mystères d'Éleusis.
|  |  |

### Lieu de l'enlèvement
Le lieu de l'enlèvement change avec la version du mythe. Dans l'hymne homérique, la scène est à Nysa, que l'on connaît par la montagne de Nysa, le lieu de naissance de Dionysos, par les nymphes homonymes, qui s'occupaient de l'enfant Dionysos, par Nysa comme ancêtre de Dionysos, mais qu'on ne sait pas localiser. Selon Ovide, l'enlèvement se déroule dans une prairie au lac de Pergusa, à côté d'Enna ; Firmicus, auteur chrétien tardif qui cherche à donner une version rationnelle des mythes, s'accorde avec Ovide sur ce point. Chez Hygin, c'est une prairie sur les flancs de l'Etna.

## Interprétation du mythe

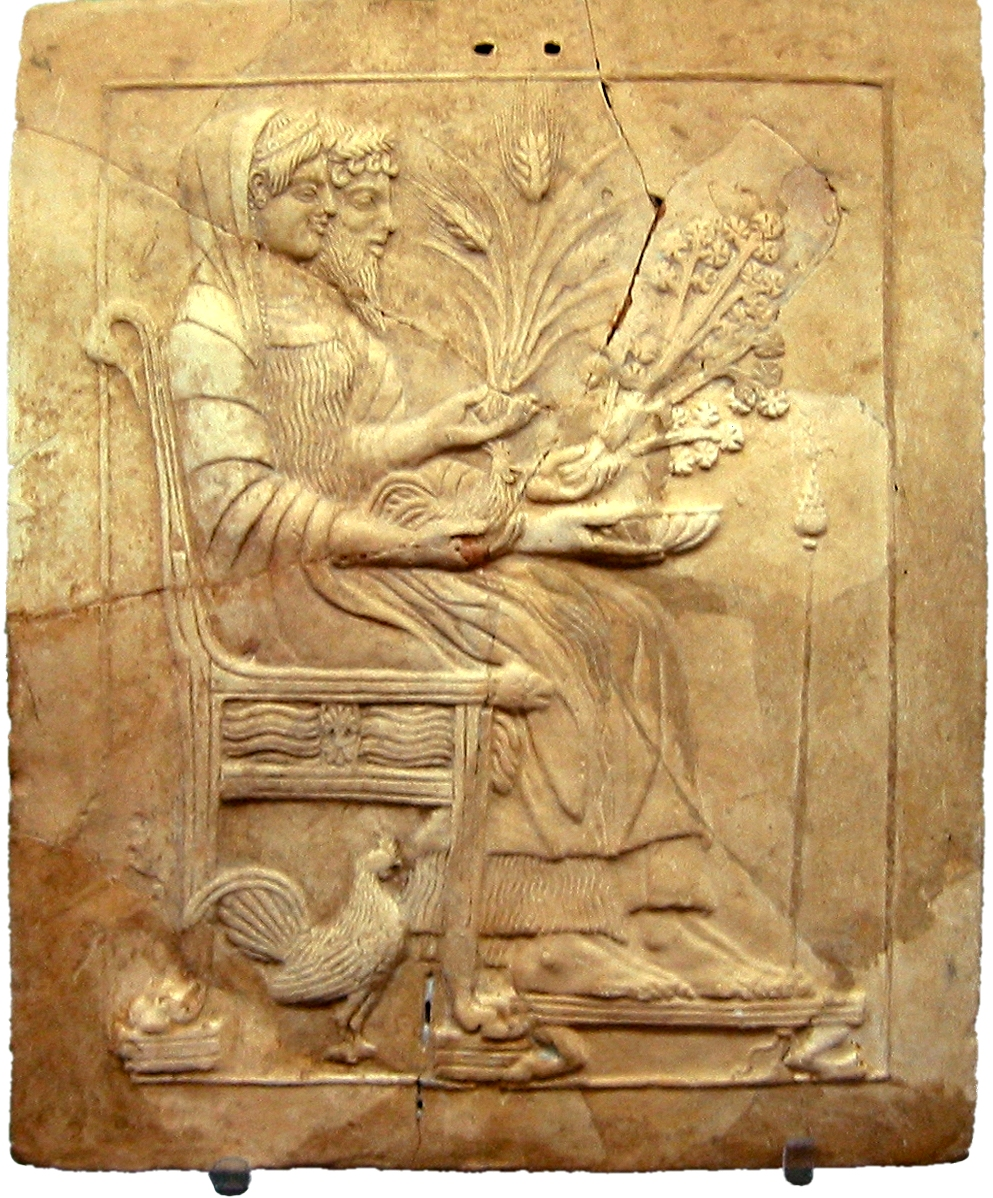
Pinax de Perséphone et Hadès sur le trône. Trouvé dans le sanctuaire sacré de Perséphone à Locri.

L'enlèvement de Perséphone est un mythe étiologique expliquant le changement des saisons. Perséphone ayant consommé des pépins de grenade dans le monde souterrain, elle est forcée d'y passer quatre mois, ou dans d'autres versions six mois pour six graines,. Le désespoir de Déméter de perdre sa fille provoque le flétrissement de la végétation et de la flore, se traduisant par les saisons d'automne et d'hiver. Lorsque le séjour de Perséphone aux enfers s'achève et qu'elle retrouve sa mère, la joie de Déméter fait fleurir la végétation de la terre, provoquant ainsi le printemps et l'été. 
Cela explique également pourquoi Perséphone est associée au Printemps : sa réémergence des enfers signifie l'arrivée du Printemps. Par conséquent, le récit du ravissement de Perséphone dans l'Hadès, de sa recherche par Déméter et de son retour à la surface terrestre illustrent le cycle saisonnier de la végétation et de la culture des céréales comprenant également la mort et la régénération de la vie.

## Représentations artistiques

### Peinture

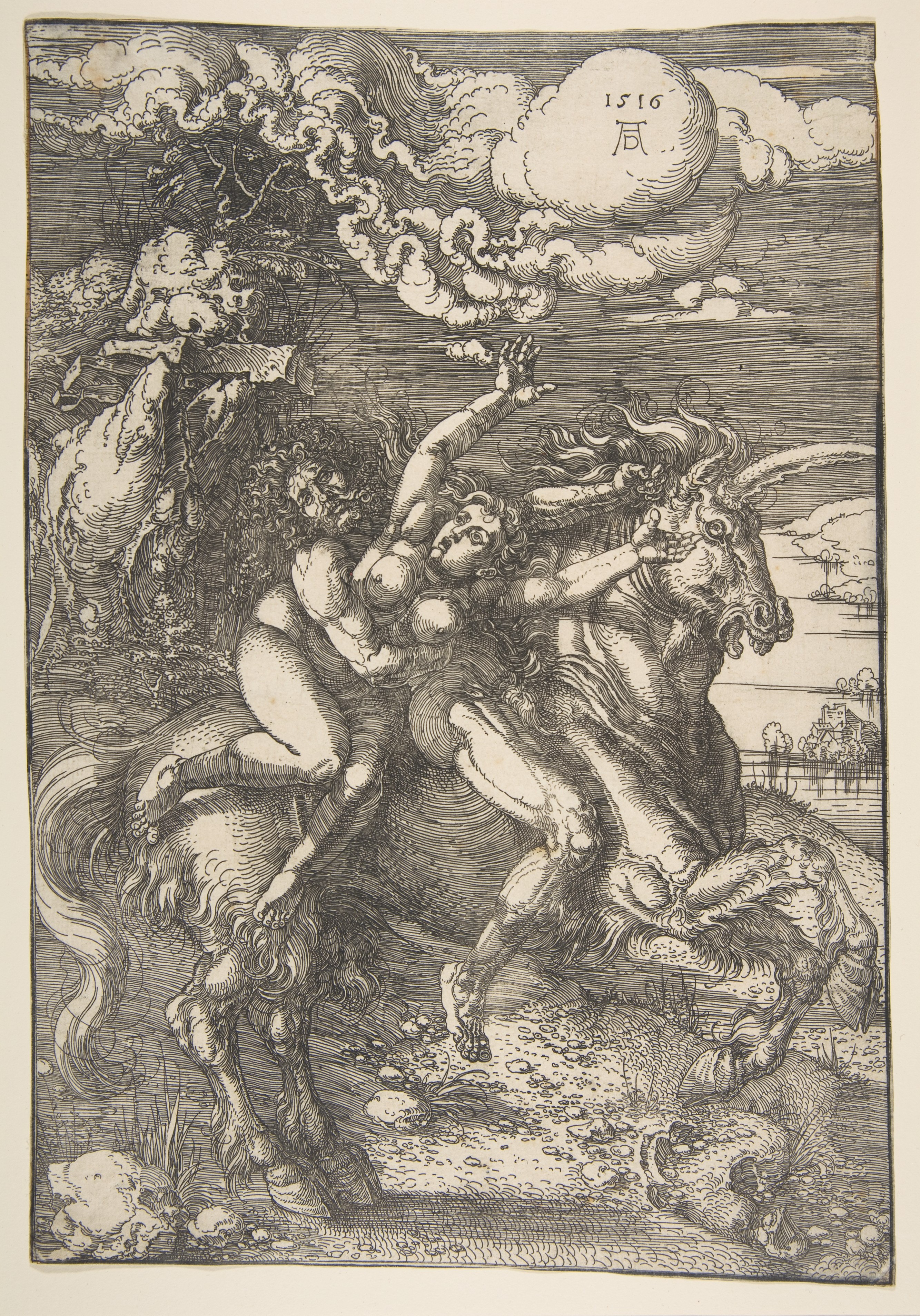
Rapt de Proserpine (Albrecht Dürer, 1516)
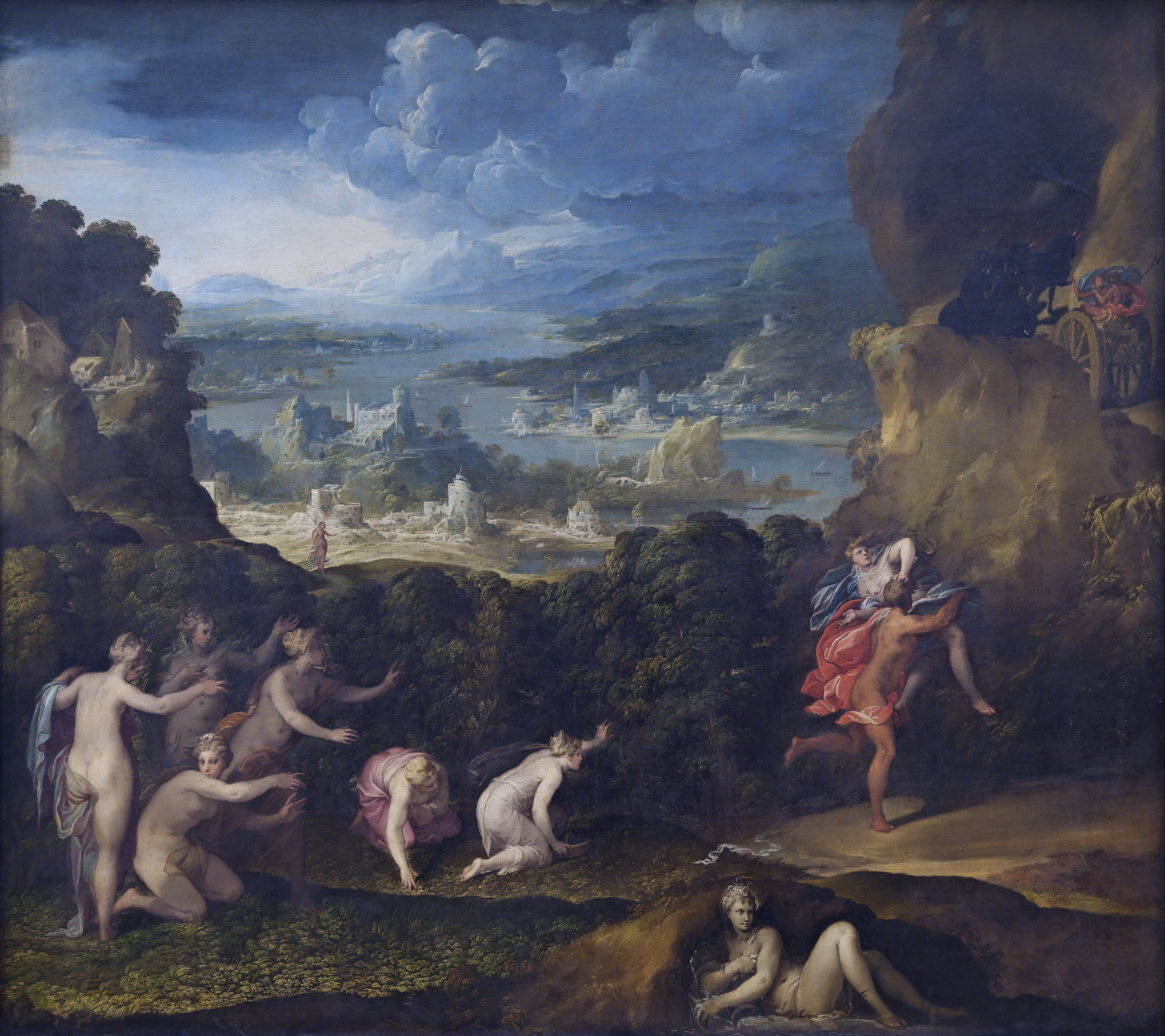
Proserpine appelle sa compagne (Nicolò dell'Abbate, XVIe siècle)
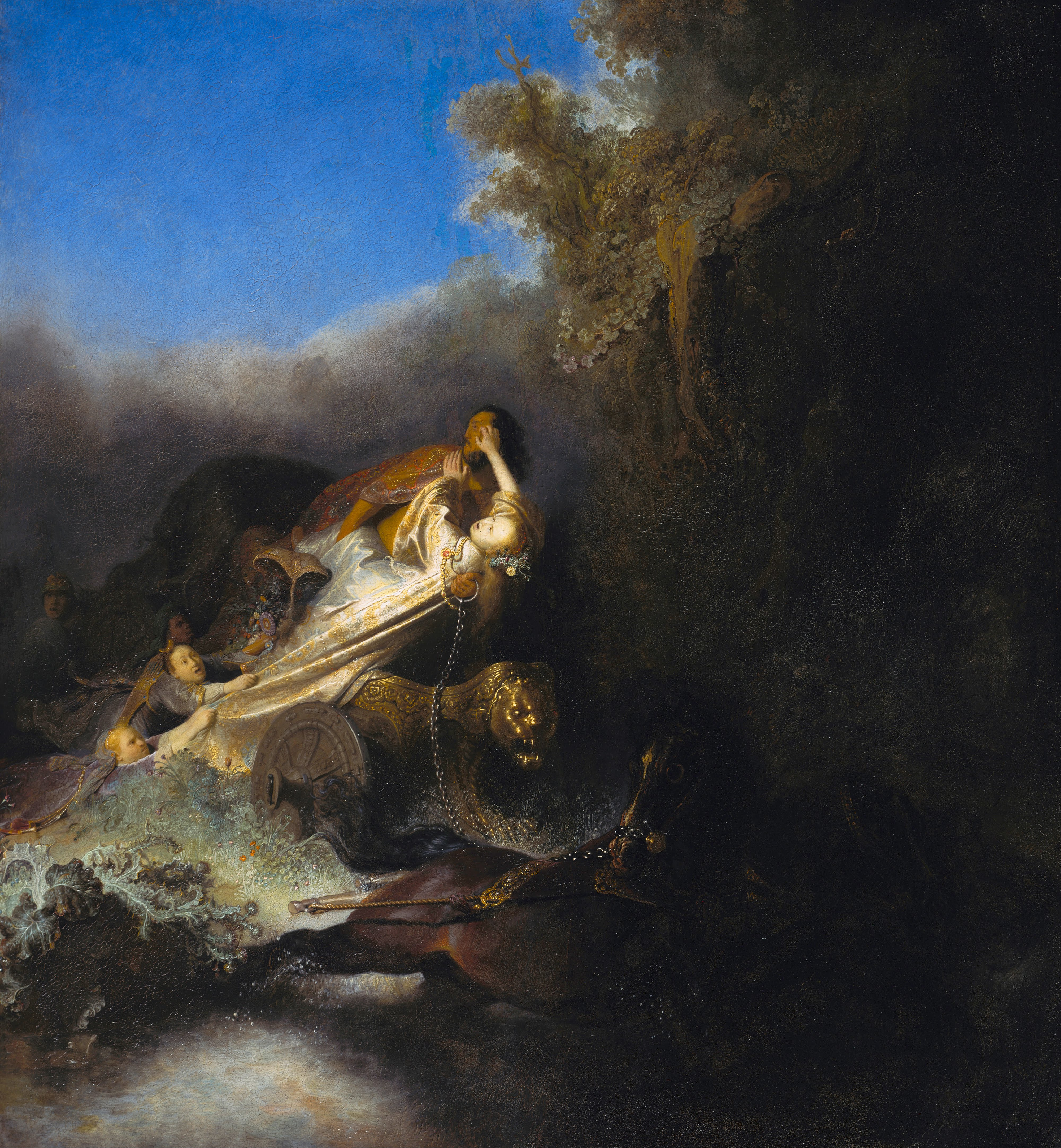
L'enlèvement de Perséphone (Rembrandt van Rijn, vers 1631)
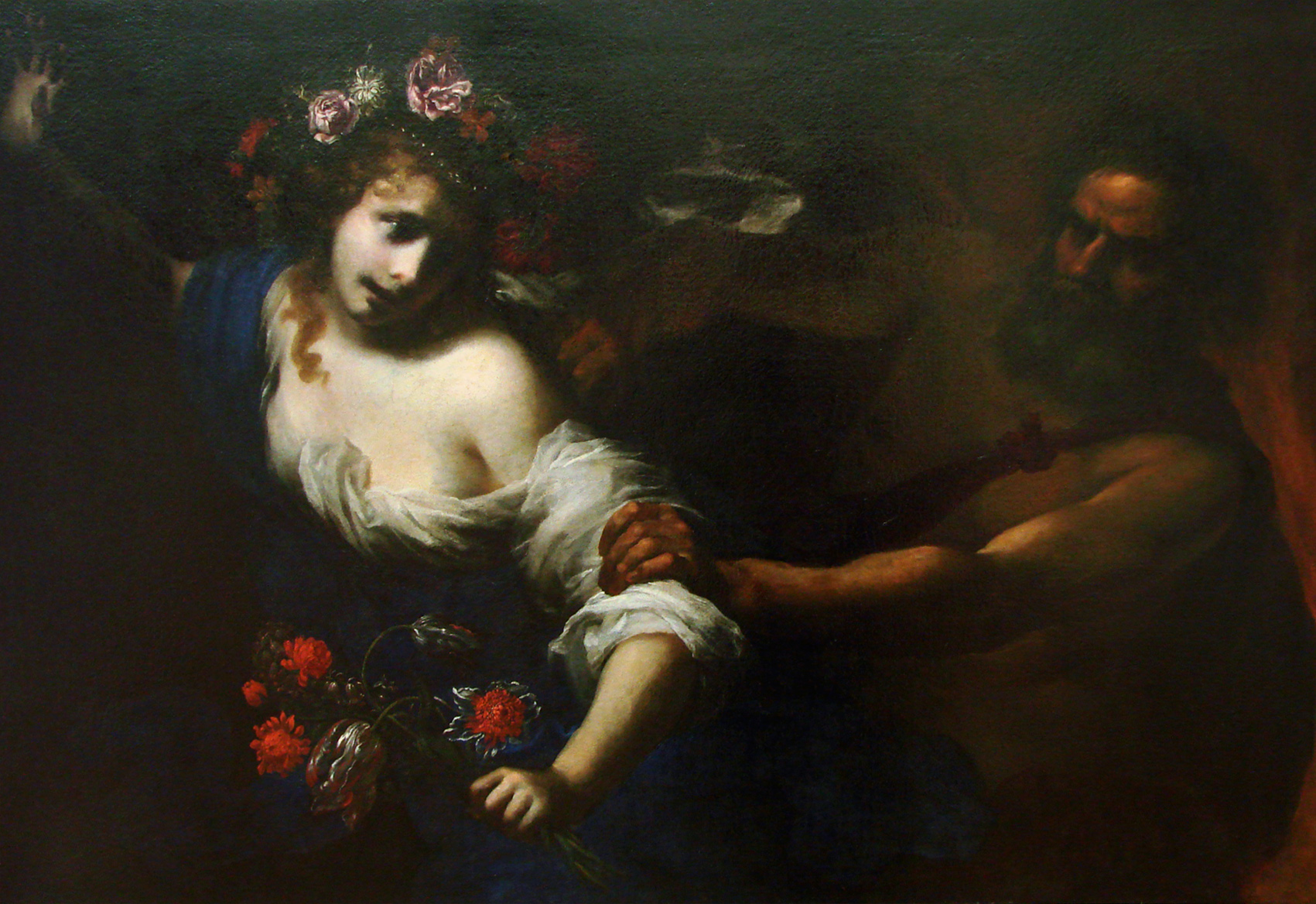
Rapt de Perséphone (Simone Pignoni, vers 1650)

### Poésie
Le Rapt de Proserpine est un poème latin inachevé, composé en hexamètres dactyliques par Claudien vers 395. Il comprend trois livres, après une courte préface en distiques élégiaques.
Le premier chant, de 288 vers, relate les circonstances qui ont préludé à l'enlèvement. Pluton, lassé de sa solitude, réclame une épouse. Cérès, inquiète pour sa fille Proserpine, cache celle-ci en Sicile. Mais Jupiter en a décidé autrement. Vénus assiste le roi des dieux. Dans les 372 vers du livre II, Claudien se focalise sur l'épisode du rapt. Proserpine, accompagnée d'autres jeunes filles, cueille des fleurs lorsque surgit Pluton, qui l'enlève sur son char et la précipite dans son royaume infernal. Les noces se préparent. Les 448 derniers vers se concentrent sur les recherches menées par Cérès pour retrouver sa fille. Jupiter explique aux autres dieux qu'il a été obligé de sacrifier les deux déesses, afin de maintenir l'ordre du monde. Cérès, quant à elle, constate la disparition de sa fille et entreprend de la rechercher en Sicile, sur l'Etna.

### Sculpture
- Le rapt de Proserpine est figuré sur un sarcophage romain, dit Sarcophage de Proserpine, conservé dans le trésor de la cathédrale d'Aix-la-Chapelle.

- L'Enlèvement de Proserpine par Pluton est une sculpture de François Girardon conservée au château de Versailles.

- Le Rapt de Proserpine ou L'Enlèvement de Proserpine est une sculpture de Gian Lorenzo Bernini datant de 1622 et faisant partie des groupes dit de Borghèse à Rome. Elle est inspirée des Métamorphoses d'Ovide.

C'est une œuvre originale avec une composition en diagonale, très baroque. La stabilité de la composition est donnée par le jeu des verticales et des diagonales tout en la rendant très dynamique. C'est une représentation très naturaliste, notamment dans le traitement des chairs. Ainsi, on peut voir les doigts de Pluton s'enfoncer dans la cuisse de Proserpine. De même, les pupilles et la bouche de Proserpine sont très naturalistes.

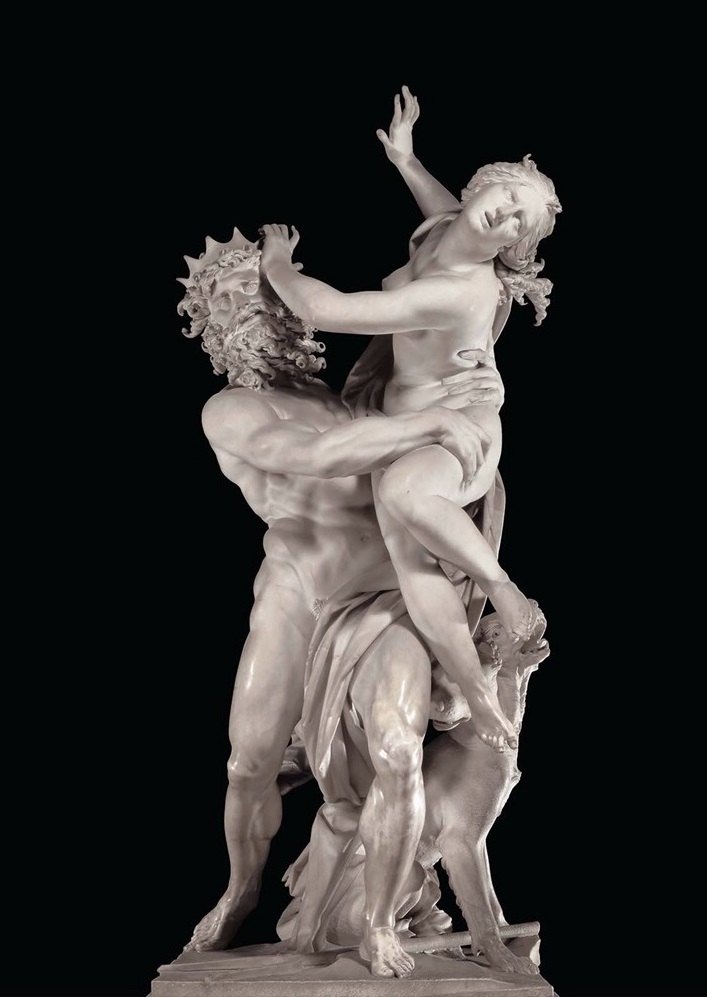
Le Rapt de Proserpine ou L'Enlèvement de Proserpine, de Gian Lorenzo Bernini, 1622
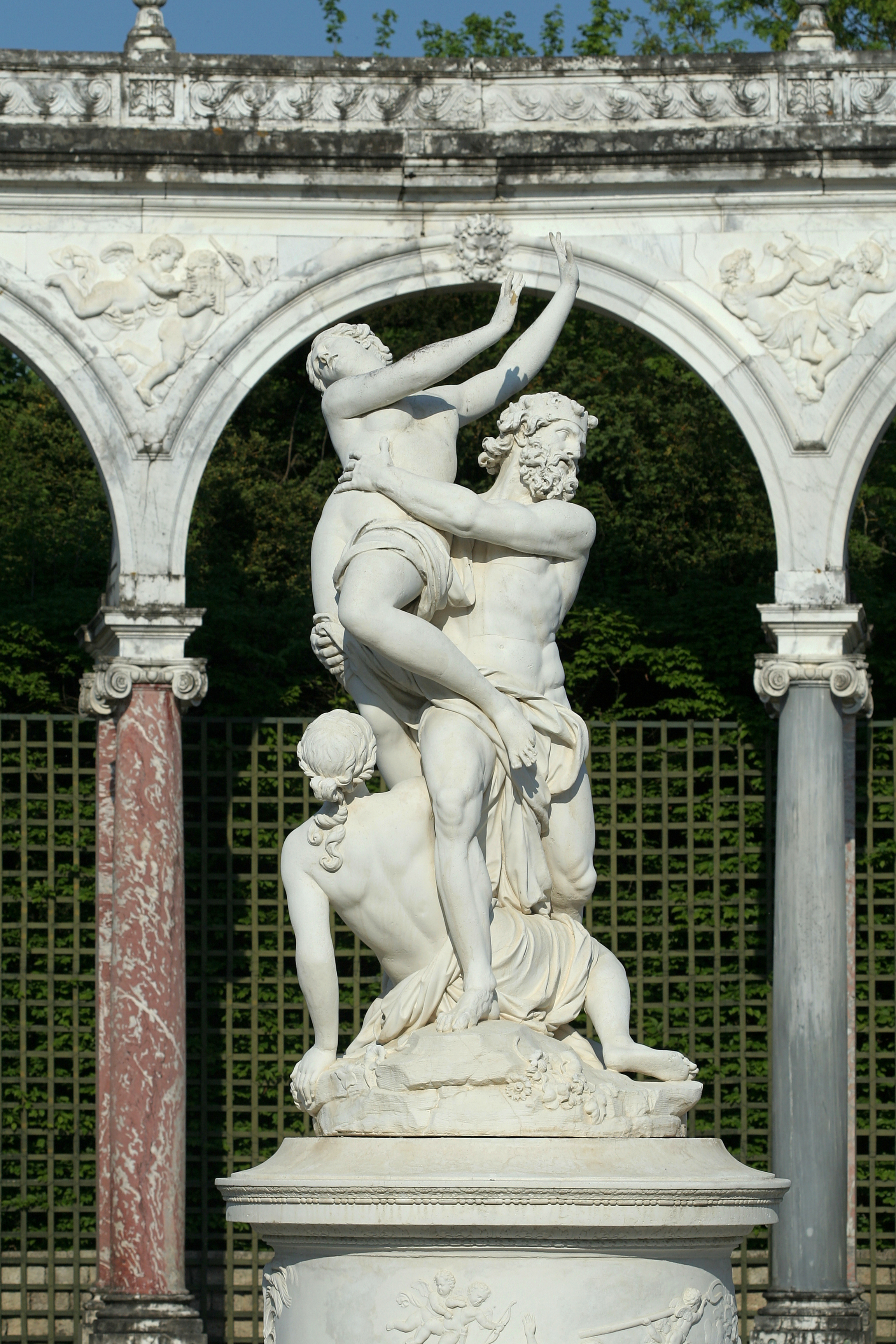
L'Enlèvement de Proserpine par Pluton de François Girardon

- La fontaine du Rapt de Proserpine à Catane, datant de 1904.

### Jeu vidéo
- Dans Hadès le joueur incarne Zagreus, fils d'Hadès et de Perséphone, qui tout en tentant de s'évader des Enfers cherche la vérité sur l'enlèvement de sa mère ainsi qu'à éviter que celui-ci ne déclenche une guerre contre les Olympiens.